# FWTV
FansWorld (FW) es un canal de televisión web, lanzado en junio de 2014. El sitio y sus aplicaciones móviles en iOS y Android permiten reproducir el contenido de video de los programas del canal, en vivo y bajo demanda, y participar de un conjunto de interacciones sociales.
FW, además de realizar producciones propias, incorpora contenido de terceros («coproductores») a su programación.
En enero de 2015, el 60 % de la programación, que incluía 21 programas, era originado por productores asociados.
FW impone como requisito a los programas montados en su plataforma, que los usuarios puedan interactuar de alguna forma con los mismos, siguiendo el concepto de «televisión social».

## Historia
Originalmente, en el año 2011, los fundadores decidieron crear una red social específica para fanáticos del deporte, llamándola FansWorld. Durante el año 2013, replantearon la misma como un canal de televisión basado exclusivamente en Internet, Fansworld.TV. En su lanzamiento en junio de 2014, adoptó oficialmente el nombre FWTV. La red social sigue operando, en forma separada, en Fansworld.com.
La empresa opera desde un edificio propio en la ciudad de Buenos Aires (Argentina), y en julio de 2014 tenía 30 empleados. En 2019 se cambió a FansWorld de vuelta.

## Inversión y popularidad
Hasta enero de 2015, para el desarrollo de la plataforma, la construcción y acondicionamiento de los estudios, y la operación se requirieron entre 3 y 3,5 millones de dólares. En febrero de 2015, FW atraía a más de 2,5 millones de usuarios únicos al mes, de acuerdo a la plataforma COMSCORE.

## Programas y series

### En emisión
- Jamones del Medio: Programa de cocina conducido por distintas criaturas de Julián Kartún.
- Ner2: el lugar para los amantes de la tecnología donde Taringa! y FWTV presentan reviews, lifehacks y forobardo.
- Fans en Vivo: El programa teen que te acerca a tus ídolos con entrevistas, juegos y más.
- El Viral del Año: Serie web realizada por Hecatombe. Un particular concurso: hacer el video con más visualizaciones, genera situaciones cómicas y disparatadas.
- El Primer Grande TV: es el programa para los hinchas del Racing Club que reúne a la mayor comunidad de hinchas de la Academia del país.
- Infierno Rojo TV: Programa hecho por y para los hinchas de Independiente. Toda la actualidad, las mejores entrevistas, debates y secciones para vivir al Rojo como si estuvieras dentro del club.
- Deliciosisimo: Martín Garabal cocina sus platos favoritos con su asistente Salchi en FW. Un programa gastronómico que te da ganas de llamar al delivery.
- LPM TV: Un programa a la medida de tu pasión por River Plate. Toda la actualidad del Millonario con las mejores secciones, debates, entrevistas, juegos y mucho más.
- Mundo Azulgrana TV: Programa hecho para los hinchas de San Lorenzo con auténtica pasión por el Ciclón. Tony Arrighi, Melina De Piano y Cristian Camino te traen grandes invitados, información confiable, sorteos y mucho más.

### Producciones anteriores
CoCine con Javier Ponzone y Santiago Giorgini
- Hay polémica en la música (2016-2017)
- De Campo con Jimena Monteverde
- MusicON (2014-2015)
- Chicas en New York TV con Andy Clar
- Obaca (2015) con Omar Obaca
- Lado M con Maju Lozano
- En Cortos con Dario Barassi
- Gente Positiva (2016) con Viviana Canosa
- FWTV Deportes
- En Concierto

En Producción
- Candelaria Molfese tiene un programa propio en FWTV, donde comparte consejos de belleza y diarios de viaje.[4]
- El programa Fans en Vivo tuvo como conductores a Coco Maggio, Micaela Vázquez y Dalma Maradona durante la primera temporada. Durante la segunda continuaron Coco y Mica y se les sumó Jenny Martínez en lugar de Dalma. En la tercera temporada se unió Agustín Sierra para acompañar a Mica y a Jenny, siendo esta última reemplazada por Candelaria Molfese a partir de mitad de año. La cuarta temporada tuvo al frente de los envíos Mica, Agus y Cande. Actualmente la quinta temporada es conducida por Lizardo Ponce y Manuela Viale en reemplazo a Cande, que ha dejado el programa por temas laborales.
- Diego Ripoll conduce Arroban, un programa de fútbol y humor que incluye al autor de EnUnaBaldosa.com.>
- CoCine, un programa que une la cocina y el cine, tiene como conductores a
- Nicole Neumann conducirá: "Mujeres con Nicole" un programa de entrevistas.